# День триффидов (фильм)
«День триффидов» (англ. The Day of the Triffids) — фильм режиссёров Стива Секели и Фредди Фрэнсиса, снятый в 1963 году по одноимённому роману Джона Уиндема.

## Сюжет
На Землю обрушивается небывалый метеоритный дождь, имеющий два последствия: все, кто его наблюдали, слепнут, а среди растений появляются плотоядные особи — триффиды, начинающие охотиться за людьми. Беспомощное человечество постепенно гибнет, а растения захватывают планету.
Среди оставшихся зрячими моряк Билл Мейсен и сирота Сьюзен. В поисках помощи они уезжают из погибающего Лондона во Францию, но и здесь положение не лучше. Случайно Билл с девочкой попадает в поместье мадам Кристины Дюран, которая пытается организовать центр помощи пострадавшим. Но и это отнюдь не оказывается безопасным местом — окрестности со временем просто начинают кишеть триффидами, а само здание захватывается зрячими беглыми заключёнными, устраивающими здесь пьяную оргию. Вторжение растений в замок ставит крест на планах Кристины. После долгих мытарств моряку, девочке и хозяйке поместья удаётся попасть в центр спасения.
На небольшом острове оказываются изолированными от всего мира ихтиолог Том Гудвин и его жена Карен. Учёный разочарован в своих исследованиях, однако вторжение хищных растений заставляет его вернуться к науке. Долгое время Гудвины находятся в осаде в домике рядом с маяком, но однажды триффиды идут на приступ. Совершенно случайно Том обнаруживает, что морская вода губительно действует на эти организмы.

## В ролях
- Ховард Кил — Билл Мейсен, моряк
- Николь Море — Кристина Дюран
- Джанетт Скотт — Карен Гудвин
- Кирон Мур — Том Гудвин
- Мервин Джонс — мистер Кукер
- Ивэн Робертс — доктор Соумс
- Элисон Леггатт — мисс Кукер
- Джеффри Мэтьюз — Луис де ла Вега
- Джанина Фэй — Сьюзан
- Джилджи Хаузер — Тереза де ла Вега

## Критика
На агрегаторе рецензий Rotten Tomatoes рейтинг одобрения составляет 77% на основе 22 обзоров со средневзвешенной оценкой зрителей в 5,1 балл из 10. В «Путеводителе по фильмам» Холливелла утверждалось, что фильм был «грубой и готовой адаптацией известного научно-фантастического романа».